# Albicocca

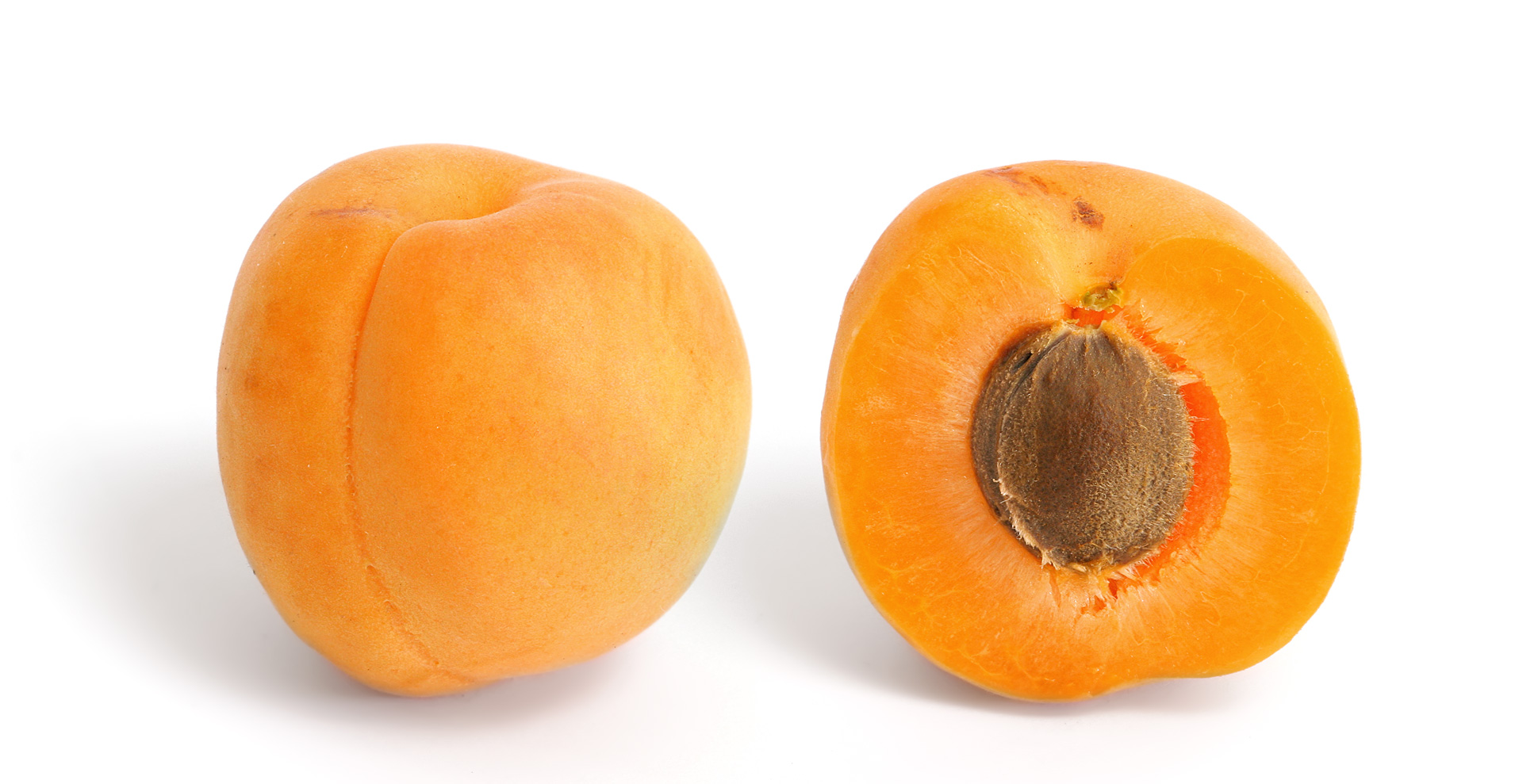
Albicocca e relativa sezione

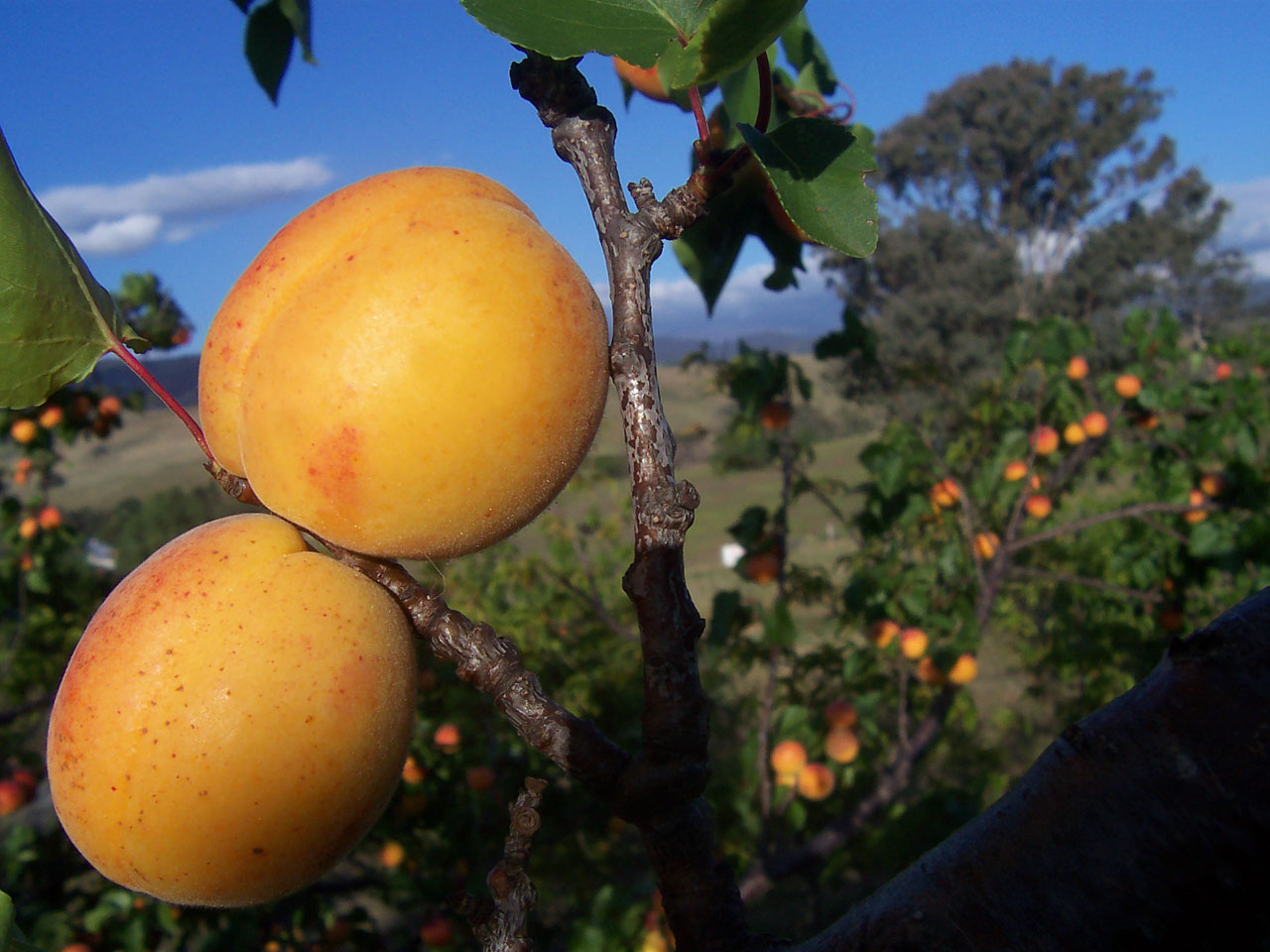
Frutti di albicocco

L'albicocca è il frutto dell'albicocco (Prunus armeniaca),  appartiene alla famiglia delle Rosacee e al genere prunus, cui appartengono anche ciliegia, prugna, mandorla, pesca.
Con alcuni di questi sono stati prodotti vari ibridi molto apprezzati dai mercati in cui sono stati introdotti.

## Origine e diffusione successiva
L'albicocco è una pianta originaria della parte di Cina nordorientale confinante con la Russia. La sua presenza data più di 5000 anni di storia. Da lì si estese lentamente verso ovest attraverso l'Asia centrale sino ad arrivare in Armenia (da cui prese il nome, ancora oggi in Liguria vengono chiamate  "armugnin", in Piemonte "armugnàc o armugnan", in Lombardia "mugnàc" e in Veneto, Trentino e Friuli "armełin") dove, si dice, venne scoperta da Alessandro Magno.
I Romani la introdussero in Italia e in Grecia nel 70-60 a.C., ma la sua diffusione nel bacino del Mediterraneo fu consolidata dagli arabi: infatti "albicocco" deriva dall'incontro tra la parola latina praecoquum (precoce) con la parola araba al-barqūq.
L'albicocco crescerebbe selvatico in natura in Cina da ben 4 000 anni.
Oggi è diffuso in oltre 60 paesi e viene coltivato in climi caldi o temperati e relativamente asciutti.

## Produzione
| I maggiori produttori di albicocca nel 2018 | I maggiori produttori di albicocca nel 2018 |
| Paese                                       | Produzione (tonnellate)                     |
| ------------------------------------------- | ------------------------------------------- |
| Turchia                                     | 750.000                                     |
| Uzbekistan                                  | 493.842                                     |
| Iran                                        | 342.479                                     |
| Algeria                                     | 242.243                                     |
| Italia                                      | 229.020                                     |
| Spagna                                      | 176.289                                     |
| Pakistan                                    | 128.382                                     |
| Francia                                     | 114.785                                     |
| Giappone                                    | 112.400                                     |
| Ucraina                                     | 111.670                                     |

## L'albero e il frutto
Si presenta come un piccolo albero a foglia caduca che può raggiungere i 12-13 metri allo stato selvatico. Nelle coltivazioni, tuttavia, la pianta viene tenuta sotto i 3,5 metri per agevolare la raccolta dei frutti. Ha una chioma a ombrello, con tronco e rami sottili e leggermente contorti. Le foglie sono ellittiche, con punte acuminate e bordo seghettato e piccioli rosso violaceo. La larghezza media è di 7–8 cm, ma varia da una cultivar all'altra, pur restando più larga di altre piante della medesima famiglia. I fiori sono molto simili ai loro cugini ciliegio, pruno e pesco. I fiori sono singoli, ma sbocciano a gruppetti che si situano all'attaccatura delle foglie. Hanno 5 sepali e petali, molti stami eretti e variano dal bianco puro ad un lieve colore rosato. La pianta viene impollinata usualmente dagli insetti o altro e non richiede impollinazione manuale. Il frutto è una drupa con seme legnoso all'interno.
Solo alcune varietà presentano l'autosterilità, e quindi spesso un albero singolo fruttifica regolarmente.
Il frutto ha contenuto di 28 calorie ogni 100 grammi di peso. Le stagionalità di raccolta sono maggio, giugno, luglio.

## Le varietà
Esistono numerose varietà, per lo più con diffusione limitata, a causa di una difficoltà di adattamento tipica di questa specie.
- Pindos: varietà precoce, la si può iniziare a raccogliere verso la fine di maggio. Ha un portamento poco vigoroso. Produce frutti di buona pezzatura purché si pratichi il diradamento.
- Diavole: varietà molto coltivata in Campania, caratterizzata da un portamento vigoroso e da una spiccata longevità. Produce frutti con pigmentazione rossastra e di discreta pezzatura previo diradamento.
- Preole: varietà coltivata soprattutto in Campania, con portamento poco vigoroso e frutti di piccola pezzatura.
- Reale di Imola: varietà un tempo coltivata in Emilia-Romagna, matura in questa regione nel mese di luglio. Il frutto è di pezzatura media, di color oro e con polpa gialla. Viene abbandonata perché i frutti della stessa pianta maturano scalarmente e quindi necessitano più passaggi per la raccolta. Ha un difficile adattamento ad altre condizioni climatiche.
- Valleggina: chiamata anche "Albicocca Valleggia", viene coltivata nell'entroterra savonese. Il maggior centro produttivo si colloca nella piana di Valleggia (da cui prende il nome), situata alle spalle dei comuni di Savona e Vado Ligure e terminante nel comune di Quiliano. Il frutto è riconoscibile per il colore arancione brillante, pigmenti rosso acceso con una spiccata mascheratura rossa, di media pezzatura. Il periodo di raccolta si colloca tra la fine di giugno e l'inizio di luglio.
- Amabile Vecchioni: albero che produce frutti grandi che maturano solitamente negli ultimi dieci giorni di giugno. La fioritura avviene nel mese di marzo e precede quasi tutti gli altri alberi da frutto. Non teme i climi e le temperature più rigide ma prospera come ogni albicocco in climi caldi e asciutti.
- Thyrintos: è una varietà molto precoce, che matura al Nord Italia nella prima settimana di giugno. I frutti sono di grande pezzatura, per questo continua ad essere offerta su tutti i mercati. Risulta abbastanza sensibile alla moniliosi, benché la malattia non abbia solitamente cause letali sulla pianta.
- Perzicocche: più che una varietà, questo è un nome adottato a livello regionale-locale per riferirsi alla comune albicocca. Non è ancora chiara l'etimologia del termine, in quanto difficile da ricostruire alla luce della rarità dei manufatti provenienti dalla regione oggetto.
- Rubystar: nuova varietà di albicocca, dolce e profumata.

## Clima necessario
La pianta in sé non patisce il freddo e sopporta temperature davvero rigide, tuttavia fiorisce molto presto rispetto a quasi tutti gli altri alberi da frutto e questo rende la produzione di albicocche vulnerabile alle gelate primaverili. Inoltre l'albicocco è soggetto a funghi se troppo bagnato e le albicocche stesse possono marcire sulla pianta: questi fattori hanno determinato la sua diffusione in climi caldi e asciutti, dove il rischio di gelate è minore e minori sono le precipitazioni.

## Raccolto

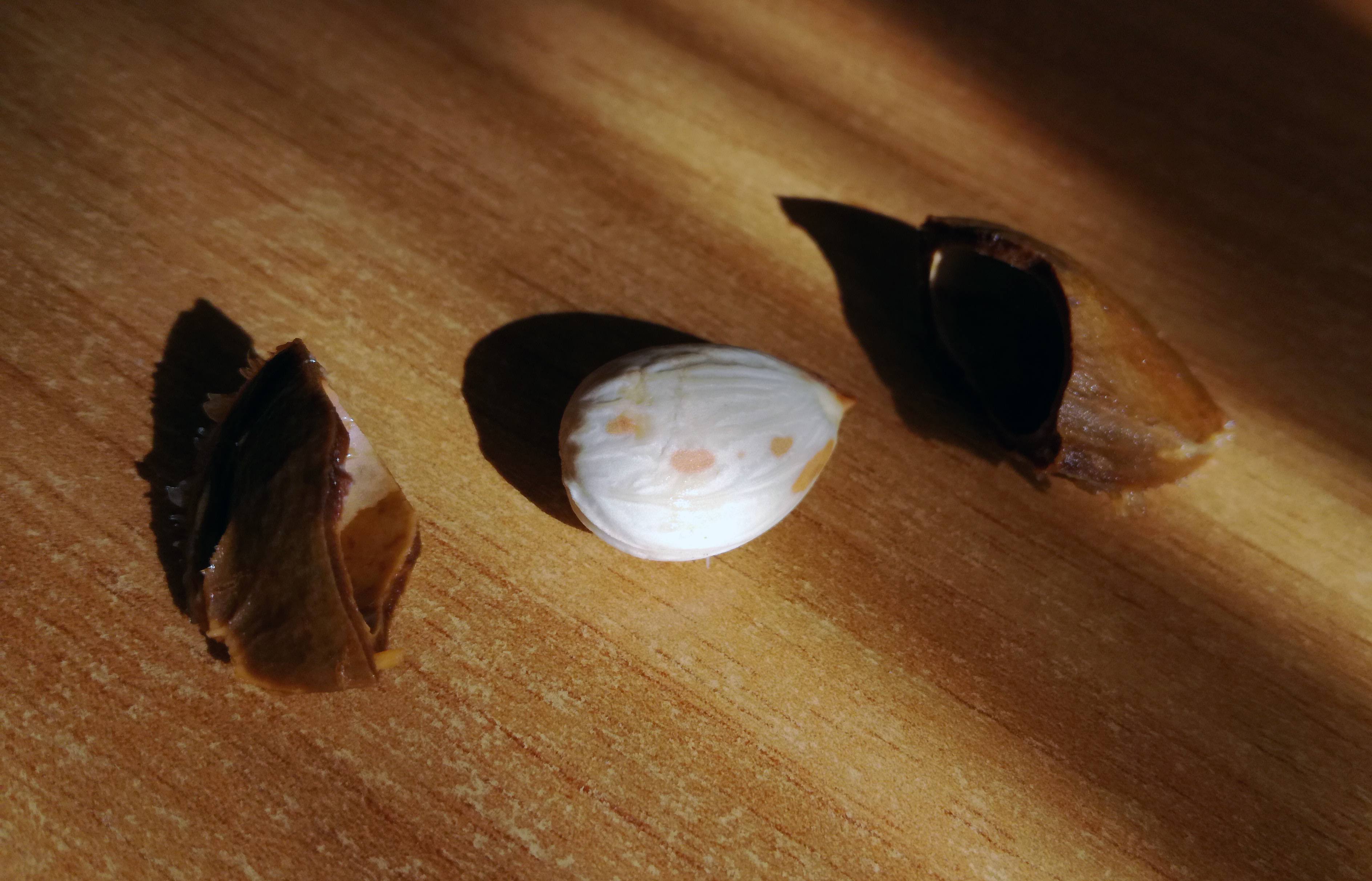
Endocarpo con seme di albicocca

Il frutto è una drupa, ha una dimensione tra i 3,5 e i 6 cm, un colore giallo uovo-arancione con lievi sfumature rosse e una buccia leggermente vellutata. Presenta un seme singolo, che somiglia a una mandorla.
Gli albicocchi sono abbastanza precoci e cominciano a fruttificare già dal secondo anno, ma la piena produzione non comincia prima del terzo/quinto ed è più abbondante su alberi piccoli, e rami corti. Le albicocche necessitano di un periodo dai 3 ai 6 mesi per svilupparsi e maturare e sono prevalentemente raccolte a mano dai primi di maggio alla metà di luglio.

## L'albicocca in cucina

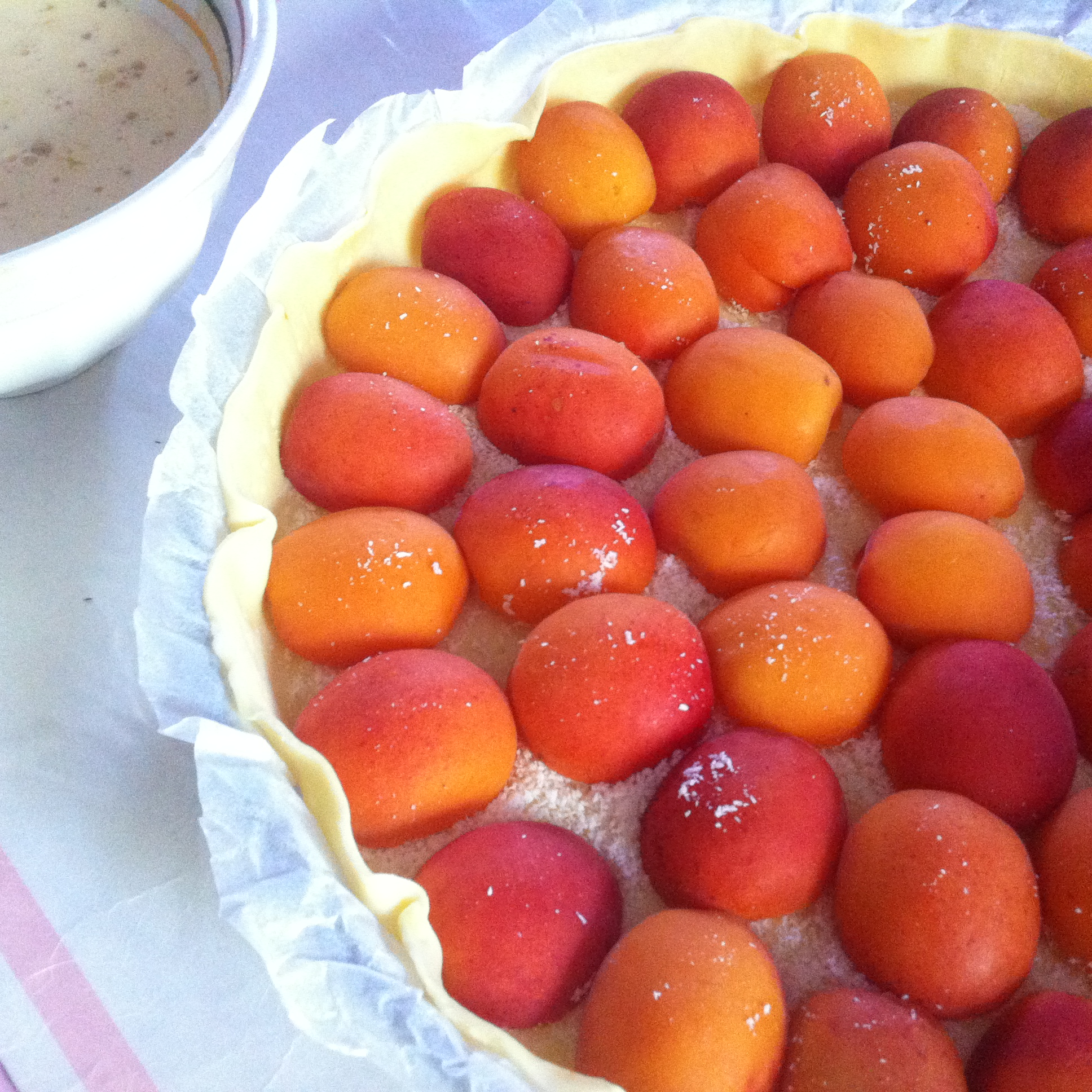
Crostata di albicocca

Le albicocche vanno scelte ben mature e consumate entro pochi giorni dall'acquisto poiché sono frutti deperibili. Proprio per questa loro fragilità vengono conservate o trattate in numerosi modi: essiccate (specie nel Vicino Oriente arabo e negli Stati Uniti d'America), sciroppate e conservate in lattine o congelate. Altrettanto comuni sono i prodotti derivati: il succo, la marmellata e la gelatina di albicocca, molto usata in pasticceria per apricottare (da Apricot, il nome in inglese di tale frutto) torte e pasticcini.
L'apricottatura consiste nello spennellare la superficie di una torta di gelatina di albicocche prima di glassarla.
Un esempio classico di questa tecnica, molto diffusa, è la famosa torta Sacher.
Le albicocche vengono impiegate solitamente in preparazioni dolci di vario tipo come gelati, sorbetti, marmellate e gelatine, succhi e sciroppi, torte e pasticcini. Tuttavia il loro gusto lievemente acidulo le rende adatte anche ad accostamenti salati, come le salse di accompagnamento alle carni rosse. Esse vengono anche utilizzate in liquoreria: un'acquavite di albicocche viene distillata nel Canton Vallese in Svizzera e porta il nome d'Abricotine, la più rinomata proviene da un'antica varietà, la Luizet. Anche nei Balcani si ottiene un distillato d'albicocca chiamato Kajsija.
Il seme dell'albicocca quanto quello della pesca viene detto armellina. Le armelline hanno usualmente un retrogusto gradevolmente amarognolo e vengono usate in pasticceria come essenza, come ingrediente negli amaretti, in sciroppi o liquori e in generale in abbinamento alle mandorle dolci per renderne più interessante il gusto. Tuttavia il loro consumo viene limitato a un uso aromatico poiché, come le foglie e i fiori dell'albicocco, contengono un derivato dell'acido cianidrico che, ad alte dosi, risulterebbe altamente tossico. Sebbene nel tessuto delle piante questa sostanza sia presente in percentuali molto basse e non pericolose, le armelline vanno mangiate con parsimonia ed è sconsigliabile farle mangiare ai bambini.

## L'albicocca nella nutrizione
L'albicocca è ricca di vitamina B, C, PP, ma soprattutto di carotenoidi, precursori della vitamina A. Due etti di albicocche fresche forniscono il 100% del fabbisogno giornaliero di vitamina A di un adulto, e sono quindi indicate per favorire la protezione della cute e potenziare le capacità visiva.
L'albicocca è ricca di magnesio, fosforo, ferro, calcio e potassio, facendone un alimento irrinunciabile per chi è anemico, spossato, depresso e cronicamente stanco. Si raccomanda ai convalescenti, ai bambini nell'età della crescita e agli anziani, ma è sconsigliato a chi soffre di calcoli renali. Il sorbitolo invece conferisce all'albicocca leggere proprietà lassative.
Valori nutrizionali medi: carboidrati: 6,5; proteine: 0,4; grassi: 0,1; acqua: 86,3; calorie: 28. Parte edibile: 94%; calorie al lordo: 26.
Vitamina A (retinolo equivalente 360 μg/100 g p.e.)
Potassio: 320  mg/100 g p.e.

## L'albicocca nella medicina alternativa
La tradizione della medicina antica riporta l'uso del cianuro ricavato dall'albicocco e dai suoi frutti contro l'esaurimento, l'ulcera e il tumore. Secondo uno studio dell'Università di Padova, questo frutto è in grado di rafforzare il sistema immunitario umano e di prevenire il cancro e il tumore. 
Per trattare quest'ultimo viene tutt'oggi ricavata una sostanza, il Laetrile, che dovrebbe rilasciare cianuro solo legandosi ad un enzima attivo nelle cellule cancerose, che sarebbero così colpite, trattate e distrutte direttamente dal veleno.  La terapia è tuttora legale in Messico e in Australia. Numerosi paesi la ritengono inutile, se non dannosa: il dibattito (e la relativa polemica) è tuttora vivo e aperto.

## Etimologia
Sull'etimologia della parola "albicocca" esiste qualche perplessità. La maggioranza degli studiosi concorda tuttavia sul fatto che la parola di riferimento sia araba (al-barqūq) e che questa sia stata adottata poi nel tardo latino praecox, nel senso di "precoce". Da essa deriverebbe la parola "percoca", usata essenzialmente per indicare una varietà di pesca a polpa gialla.